# The Spencer Davis Group
The Spencer Davis Group var en rockgruppe fra midten af 1960'erne i Storbritannien. Gruppen blev dannet i Birmingham, England, af Spencer Davis (født 17. juli 1937 i Swansea, Wales, død 19. oktober 2020 i Los Angeles).

## Karriere
Spencer Davis flyttede til Birmingham fra London i 1960 for at læse. I 1963 gik han sammen med Winwood-brødrene og dannede the Spencer Davis Group. Bandet spillede regelmæssigt rundt omkring i byen, og de fik en kontrakt efter at have optrådt i en lokal klub.
Gruppens første professionelle indspilning var en kopi-version af "Dimples", og de fik succes i slutningen af 1965 med "Somebody Help Me", der gav dem en førsteplads på singlelisten. I 1966 fulgte de op med "When I Come Home" og "Keep On Running". Til det tyske marked indspillede de "Det war in Schöneberg, im Monat Mai"/"Mädel ruck ruck ruck an meine grüne Seite" (den første er fra en operette, opført i Berlin 1913, og den anden er en traditionel svabisk sang. Singlen var en hilsen til det tyske publikum, fordi Spencer Davis havde studeret i Vestberlin i de tidlige 1960'ere. I slutningen af 1966 og begyndelsen af 1967 udgav gruppen yderligere to hits, der nåede toppen: "Gimme Some Lovin'" (der senere blev genudgivet i en ni-minutters live-udgave af Traffic i 1971) og "I'm A Man" (fra januar 1967). Det blev deres bedst kendte hits, især på deres største marked, USA.

### Splittelsen
Bag kulisserne havde deres pladeselskab travlt med at sætte en supergruppe sammen, baseret på den unge, talentfulde Steve Winwood. Steve, der var sanger, og hans bror Muff Winwood (på bas), forlod begge gruppen, og Steve dannede gruppen Traffic. De to bands kunne opleves sammen på lydsporet til filmen Here We Go Round the Mulberry Bush.
Traffic slog igennem i maj 1967 med "Paper Sun", men Spencer Davis fortsatte med ny besætning. Det blev til flere singler, men kun til små hits, som "Time Seller" fra juli 1967, skønt dens B-side "Don't Want You No More" også fik en del opmærksomhed.
Derefter kom "Mr. Second Class" i slutningen af 1967. Den blev spillet en del på Radio Caroline (der på den tid var det ene af de to tilbageværende pirat-radio skibe ud for den britiske kyst) og den blev fulgt af deres sidste lille hit "After Tea" i 1968. Denne sang blev samtidig udgivet af det tyske band The Rattles, og konkurrencen fra dem var medvirkende til at gruppen stoppede. Spencer Davis blev i musikbranchen og i de sene 1970'ere og tidlige 1980'ere producerede han nogle jazz-orienterede plader, der imidlertid ikke gjorde sig bemærket kommercielt.
Da de toppede, bestod gruppen af forsangeren Steve Winwood på keyboards, Steve's bror Muff Winwood på bas, Pete York på trommer og Spencer Davis som guitarist og sanger. Deres vigtigste producer var den nu afdøde Jimmy Miller.

### Gendannelse
Spencer Davis gendannede i 00'erne gruppen, og turnerede i nogle år turneret med følgende besætning: Spencer Davis (guitar og sang), Eddie Hardin (keyboards og sang), Colin Hodgkinson (bas og sang), Miller Anderson (guitar og sang), samt Steff Porzel (trommer).